# Савесност
Савесност је особина пажљивости или марљивости. Савесност подразумева жељу да се задатак уради добро, а обавезе према другима схватају озбиљно. Савесни људи имају тенденцију да буду ефикасни и организовани за разлику од опуштених и неуредних. Они показују тенденцију да покажу самодисциплину, послушно се понашају и теже постигнућима ; показују планирано а не спонтано понашање; и генерално су поуздани. Она се манифестује у карактеристичним начинима понашањима као што су уредно и систематично; такође укључује елементе као што су пажљивост, темељност и промишљеност (склоност да се пажљиво размисли пре него што се поступи).
Савесност је једна од пет особина како модела са великих пет црта фактора тако и модела личности HEXACO и представља аспект онога што се традиционално назива карактерним. Савесни појединци су углавном вредни и поуздани. Када се доведу до екстрема, они такође могу бити „радохоличари“, перфекционисти и компулзивни у свом понашању.
Људи који имају ниску савесност обично су опуштени, мање оријентисани на циљеве и мање вођени успехом; такође је већа вероватноћа да ће се упустити у антисоцијално и криминално понашање.